# Oberea japonica
Oberea japonica är en skalbaggsart som först beskrevs av Carl Peter Thunberg 1787.  Oberea japonica ingår i släktet Oberea och familjen långhorningar. Inga underarter finns listade i Catalogue of Life.